# Lukács evangéliuma

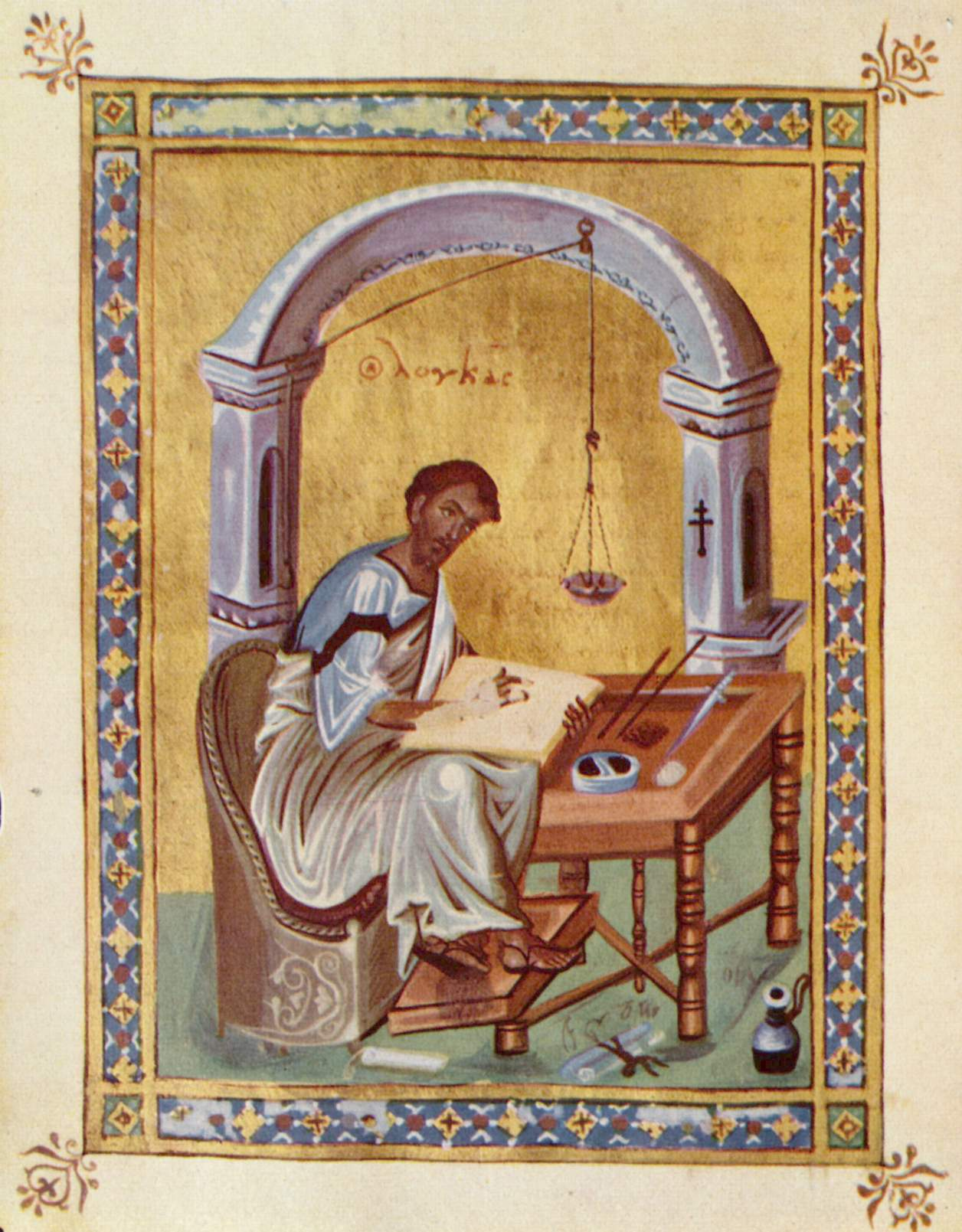
Lukács evangélista (10. századi bizánci kódex illusztrációja)

A Lukács evangéliuma az Újszövetség harmadik könyve, a négy kanonikus evangélium egyike. Máté evangéliumával és Márk evangéliumával együtt az úgynevezett szinoptikus evangéliumok közé tartozik. Összeállításának legvalószínűbb időtartama i. sz. 80–110 közötti.

## A szerző
A szerző azonos az Apostolok cselekedetei írójával. A evangélium anonim, a szerzőt az ókeresztény hagyomány a II. századtól Lukács evangélistával, Pál apostol útitársával azonosítja, azonban a modern kori Biblia-kutatók ezt valószínűtlennek tartják, kiemelve több ellentmondást az Apostolok cselekedetei és a páli levelek között.
A Pádovában őrzött maradványaiból vett DNS minta alapján valószínűsíthető szír származása. A szerzőt megemlíti Szent Iréneusz és a Muratori-töredék is. Pál apostol is említi Lukácsot három különböző levelében, mint orvost. Ezt alátámasztja az evangélium stílusa Jézus gyógyítások említésével melyek a testrészeket pontosabban írja le, mint Márk vagy Máté.
Az evangélium összeállításának legvalószínűbb időpontja i.sz. 80–110 körüli, és bizonyítékok vannak arra, hogy még később, a 2. században is átdolgozták az írást.

## Akikhez íródott
A könyv elején Lukács bizonyos Teofilusnak ajánlja a könyvet. Teofilusról annyit tudunk, hogy lefordítva istenszeretőt jelent a görög nyelvben. Talán amolyan mecénás volt, aki vállalta a könyv másolását és terjesztését, valamint tagja lehetett valamelyik páli alapítású kis-ázsiai keresztény közösségnek. De az is lehet, hogy nem egy konkrét személyt takar, hanem mindenkinek szól, aki istenfélő. Az evangélium a pogánykeresztényeknek készült.

## Célja
Az evangélium szemtanúkra hivatkozva, a megtörtént események elbeszélésével akarja alátámasztani Jézus Krisztus tanításait, tevékenységét és munkásságát. Azt próbálja bemutatni, hogy Jézus Krisztus a világ megváltója, aki az üdvösséget ingyen adja, és mindenkihez küldetett, nemcsak a zsidók, hanem "minden nép számára".

## Tartalom
Lukács Jézust úgy mutatja be, mint a Messiást, aki eljött, hogy megmutassa a tökéletes életet. Az evangéliumon keresztül végigkísérhetjük Jézus életét. Az evangélium nagy jelentőséget ad a templomnak, hiszen ott kezdődik és fejeződik be Lukács írása.
Nézzük meg ezek után a felosztást:
Bevezetés (1, 1-4)
Lukács a görög írók modellje szerint kezdi evangéliumát. Ajánlásában művét Theophilosznak, egy gazdag görög férfiúnak ajánlja, valamint megindokolja, hogy mindennek utánanézett, amit leírt, így tehát közléseit szemtanúktól szerezte meg, vagyis információi helytállóak.
A gyermekség evangéliuma (1, 5-2, 52)
Ebben a szakaszban Lukács Jézus gyermekkorát írja le, melyet János, majd Jézus születésének hírüladásával kezd el. Először egymásután az angyali jelenéseket, majd Mária látogatását Erzsébetnél és János születését olvashatjuk (benne a Magnificat és a Benedictus himnuszokkal). A második nagy egység Jézus születésével, és annak körülményeivel kezdődik, majd a templomi bemutatással, Simeon és Anna áldásával, és a názáreti hazatéréssel folytatódik, hogy aztán a harmadik nagy egységben az immár 12 éves Jézus határtalan bölcsességét, és Atyjához való ragaszkodását mutassa be a jeruzsálemi templom vezetői előtt azon a húsvéton…
Jézus családfája (3, 23-38)
Jézus kilép az árnyékból (3, 1-9, 50)
Itt az idő, hogy Jézus megmutassa magát a világnak. Ehhez segítségre lel Jánosban, aki alámeríti Őt, és az angyalokban, akik erőt adnak neki a kísértések elviselésére. Ezután elmegy Názáretbe, és elkezdi nyilvános működését, de a földijei nem fogadják el, így inkább elhagyja őket, és Kafarnaumba megy, ahol elkezdi a tanítványok keresését. Csodákkal bizonyítja messiási mivoltát, majd a halászok közül halász magának követőket, akik elsőként lesznek szemtanúi a csodák sorának (béna, leprás), elhívja Mátét, és vitázik a farizeusokkal a sabbatról. Elhívja a Tizenkettőt, és elmondja nekik "mezei beszédében" a legfontosabb dolgokat. Utána bebizonyítja, hogy hatalma van az élet felett (a százados szolgája, a naimi özvegy fia), és hatalma van a megbocsátást gyakorolni (a bűnös nő). Bemutatja Jézus női követőit, és újabb csodákat is elmesél. Elküldi az apostolokat, és hatalmat ad nekik a gonosz lelkek felett. Színeváltozásával bizonyítja isteni mivoltát, majd megjövendöli szenvedését.
Út Jeruzsálem felé (9, 51-19, 44)
Jézus elindul Jeruzsálem felé, miközben tanítványai vitába keverednek a szamariaiakkal. Elküldi a 72 küldöttet, majd a sikereket Atyjának köszöni meg. Megismerkedünk Máriával és Mártával, valamint rajtuk keresztül a tanítás fontosságával. Megtanítja apostolait imádkozni, és ismét csak ostorozza a farizeusokat. Útmutatást ad apostolainak, akik eleinte féltek a tanítványi léttől, de most Jézus megnyugtatja őket, hogy ez nem jár semmilyen rossz dologgal, csak a végső dicsőséggel. E beszédeket közben néhány kisebb csodatétel szakítja meg. A 15-16. fejezetekben négy, egymással összefüggő példabeszédet láthatunk, melyek az Isten iránti helyes hozzáállást mutatják be (elveszett bárány, pénzdarab, tékozló fiú + a hamis sáfár). Utána intések jönnek a tanítványoknak, hogy egy újabb példabeszéddel megvilágítsa nekik a javak helyes használatát (gazdag és Lázár). Meggyógyítja a 10 leprást, és  megjövendöli Isten országát. Majd elmondja nekik a farizeus és a vámos példáján keresztül, hogy Isten nem személyválogató. Követelményeket támaszt a tanítványok előtt, meggyógyítja a jerikói vakot, és megtéríti Zakkhaioszt, a vámost. A szakasz Jézus Jeruzsálembe való bevonulásával zárul.
Szenvedés és Győzelem (19, 45-24, 50)
Jézus megérkezvén Jeruzsálembe rendet rak a templomban, amit persze nem vesznek jó néven a főpapok. Ezért csellel próbálják Jézust megfogni (adófizetés, feltámadás kérdései), de egyelőre nem képesek rá. Válaszul Jézus leleplezi gonoszságukat a szőlő példabeszédében. Azután Jézus elhagyja a szentélyt, és megjövendöli ennek a gonosz világnak a végét. Ezzel a mozzanattal fejeződik be nyilvános működése, és kezdődik el a szenvedéstörténet.
A passio lefolyása követi Máté és Márk szerkezetét. Tehát az elején a főtanács gyűléséről, Júdás lepénzeléséről, majd az utolsó pászkavacsoráról kapunk beszámolót. Lukács sajátja a Péterhez intézett beszéd, és a tanítványi nagyravágyásról szóló rész. Ezután kimennek az Olajfák-hegyére, ahol megtörténik az elfogatás. A főtanács gyűlése előtt Jézust a poroszlók kigúnyolják, Péter megtagadja, majd a szanhedrin halálra ítéli. Ezek után átadják Pilátusnak, aki elküldi Heródeshez, ám ő visszaküldi a helytartóhoz a foglyot, így a döntés Pilátus kezében marad, aki - bár nem talált benne bűnt - halálra adja Jézust. A keresztúton az asszonyok siratják, de Jézus nem kér sajnálatukból, mert  "jönnek még rosszabb napok is." A kereszten kigúnyolják a zsidók, a rómaiak, de ő mindenkinek megbocsát, még a gonosztevőnek is. Halála pillanatában megnyílik az út az ember és Isten között, hogy majd temetése után három nappal feltámadjon maga a Közvetítő is. Feltámadása után az emmauszi úton, majd Jeruzsálemben is megjelenik az apostoloknak, hogy bizonyítsa nekik, tényleg ő a Messiás. Az evangélium a mennybemenetel képével zárul